# دوبلین، بلاروس
دوبلین (به لاتین: Dublin) یک منطقهٔ مسکونی در بلاروس است که در منطقه گومل واقع شده‌است. دوبلین ۳۵۴ نفر جمعیت دارد.